# 東証グロース市場250指数
東証グロース市場250指数（とうしょうグロースしじょう250しすう）は、東京証券取引所グロース市場に上場する内国普通株式を対象とする時価総額加重平均型株価指数の株価指数である。

## 概要
市場全体の時価総額を示す指標として、マザーズでは株価指数として東証マザーズ指数が、2003年9月16日より算出されていた。基準日である2003年9月12日を1,000ポイント（基準値）とした場合に、現在の時価総額がどの程度かを示す時価総額加重平均型株価指数である。2016年7月19日には、東証マザーズ指数を原資産とする株価指数先物商品の東証グロース市場250指数先物が大阪取引所に上場された。
2023年11月4日にマザーズ指数としての運用を終了し、同年11月6日より「東証グロース市場250指数」に名称が変更された。マザーズ指数は2006年に最高値2799.06を付けたが、同年のライブドア・ショック以降低迷が続き、マザーズ指数としての最終日の終値は663.86と算出開始日より34%安で終えた。

## 構成銘柄
2022年4月3日まではマザーズに上場している株式全銘柄を構成銘柄としていたが、2022年4月4日から2023年4月27日までにおける構成銘柄は、2022年4月3日時点でマザーズ並びにJASDAQグロースへ上場していた上場企業（特設注意市場銘柄により東証マザーズ指数から除外されたハイアス・アンド・カンパニー、EduLab、アジャイルメディア・ネットワーク、ディー・ディー・エス、ルーデン・ホールディングスの5銘柄を除く）並びに、同年4月4日から2023年2月28日までに東京証券取引所グロース市場へ新規上場もしくは東京証券取引所スタンダード市場からグロース市場へ市場変更を行った全銘柄（スタンダード市場上場企業でも東証株価指数を構成している銘柄、プライム市場からグロース市場へ市場変更された銘柄は除く）、市場選択によりスタンダード市場を選択していたインタースペースで構成されていた。後述の段階的ウェイト低減銘柄の導入に伴い、2023年4月28日に上場時価総額下位の銘柄は東証マザーズ指数から除外された。
2023年4月28日から同年10月最終営業日前日までは、2022年8月31日時点でグロース市場へ上場していた企業の内上場時価総額上位の銘柄並びに、2022年9月1日から2023年8月31日までにグロース市場へ新規上場した銘柄（特設注意市場銘柄に指定された銘柄を除く）が構成銘柄となる。2023年10月最終営業日以降は、定期入替に係る基準日及びウエイト基準日を毎年8月最終営業日とした上で、毎年10月最終営業日に定期入替を行い、上場時価総額上位250銘柄（特別注意銘柄は除く）と毎年9月から翌年8月までに新規上場した銘柄が構成銘柄となる。毎年9月から翌年8月までに新規上場した銘柄に関しては、上場時価総額下位の銘柄は10月に行われる定期入替で除外される。
2023年4月28日以降における銘柄の追加・除外は、以下のルールにのっとって行われる。
（銘柄の追加）
- 毎年9月から翌年8月までにグロース市場へ新規上場（直接新規上場）した銘柄 ： 新規上場日の翌月末（最終営業日）
- 構成銘柄が株式移転等のために上場廃止となり、当該株式移転等に伴う新設会社がグロース市場に速やかに上場する場合 ： 当該新設会社等の新規上場日
- 合併において、東証グロース市場250指数を構成していない企業が吸収合併存続会社となり、東証グロース市場250指数を構成している企業が吸収合併消滅会社となる場合：吸収合併消滅会社の上場廃止日
- プライム市場・スタンダード市場（東証株価指数構成銘柄は除く）からグロース市場へ上場市場が変更となった銘柄 ： 市場変更日の翌月末（最終営業日）
- 毎年8月最終営業日に行われる定期入替に係る基準及びウエイト基準によって追加となった銘柄：10月最終営業日

（銘柄の除外）
- 整理銘柄指定による上場廃止銘柄 ： 整理銘柄指定日の4営業日後
- 株式移転等のために上場廃止となり、当該株式移転等に伴う新設会社がグロース市場に速やかに上場する場合 ： 当該新設会社等の新規上場日
- 合併などにより上場廃止となる銘柄 ： 上場廃止日
- 特別注意銘柄に指定された銘柄：特別注意銘柄指定日の4営業日後
- 毎年8月最終営業日に行われる定期入替に係る基準及びウエイト基準によって除外となった銘柄：10月最終営業日
- 11月から翌年9月までの間にグロース市場からプライム市場へ市場変更を行い、東証株価指数銘柄に追加された場合：東証株価指数銘柄に追加された日の当日（市場変更した月の翌月最終営業日、2026年8月までに市場変更した場合）
- 11月から翌年9月までの間にグロース市場からスタンダード市場へ市場変更を行った銘柄：10月最終営業日
- 10月にグロース市場からプライム市場またはスタンダード市場へ市場変更を行った銘柄：10月最終営業日
- 合併において、グロース上場企業が吸収合併存続会社となり、東証株価指数を構成している企業が吸収合併消滅会社となる場合：吸収合併消滅会社の上場廃止日

2023年4月28日以降は選定された銘柄の内、プライム市場やスタンダード市場へ市場変更となった企業、東証株価指数を構成している企業を吸収合併した企業、上場廃止となった企業、特別注意銘柄に該当したために1つの銘柄が除外された場合でも、新規上場に伴う追加以外は年度内における補充は実施しない。東証グロース市場250指数を構成している企業が2026年10月30日以降に東証株価指数構成銘柄となった場合は除外されない。
特別注意銘柄から指定解除された銘柄は、定期入替に係る基準及びウエイト基準に適合した場合のみ東証グロース市場250指数の追加を受ける事が可能となる。

### 構成銘柄一覧
2025年6月11日現在。2024年9月から2025年8月までに東証グロースへ新規上場した企業は翌月の最終営業日に追加される。グロース市場からプライム市場へ市場変更を行った企業は、市場変更した月の翌月最終営業日に除外される。
| コード | 銘柄名                                     |
| ------ | ------------------------------------------ |
| 1431   | Lib Work                                   |
| 1436   | グリーンエナジー&カンパニー                |
| 1447   | SAAFホールディングス                       |
| 2158   | FRONTEO                                    |
| 2160   | ジーエヌアイグループ                       |
| 2173   | 博展                                       |
| 2195   | アミタホールディングス                     |
| 2370   | メディネット                               |
| 2438   | アスカネット                               |
| 2497   | ユナイテッド                               |
| 2934   | ジェイフロンティア                         |
| 2936   | ベースフード                               |
| 2937   | サンクゼール                               |
| 2978   | ツクルバ                                   |
| 2986   | LAホールディングス                         |
| 2998   | クリアル                                   |
| 3063   | ジェイグループホールディングス             |
| 3133   | 海帆                                       |
| 3140   | BRUNO                                      |
| 3187   | ミラタップ                                 |
| 3300   | アンビションDXホールディングス             |
| 3418   | バルニバービ                               |
| 3479   | ティーケーピー                             |
| 3491   | GA technologies                            |
| 3496   | アズーム                                   |
| 3542   | ベガコーポレーション                       |
| 3558   | ジェイドグループ                           |
| 3623   | ビリングシステム                           |
| 3653   | モルフォ                                   |
| 3692   | FFRIセキュリティ                           |
| 3723   | 日本ファルコム                             |
| 3773   | アドバンスト・メディア                     |
| 3777   | 環境フレンドリーホールディングス           |
| 3793   | ドリコム                                   |
| 3900   | クラウドワークス                           |
| 3904   | カヤック                                   |
| 3905   | データセクション                           |
| 3911   | Aiming                                     |
| 3914   | JIG-SAW                                    |
| 3979   | うるる                                     |
| 3991   | ウォンテッドリー                           |
| 4011   | ヘッドウォータース                         |
| 4013   | 勤次郎                                     |
| 4015   | ペイクラウドホールディングス               |
| 4051   | GMOフィナンシャルゲート                    |
| 4054   | 日本情報クリエイト                         |
| 4055   | ティアンドエスグループ                     |
| 4056   | ニューラルグループ                         |
| 4058   | トヨクモ                                   |
| 4074   | ラキール                                   |
| 4165   | プレイド                                   |
| 4168   | ヤプリ                                     |
| 4169   | ENECHANGE                                  |
| 4175   | coly                                       |
| 4176   | ココナラ                                   |
| 4192   | スパイダープラス                           |
| 4258   | 網屋                                       |
| 4259   | エクサウィザーズ                           |
| 4263   | サスメド                                   |
| 4264   | セキュア                                   |
| 4270   | BeeX                                       |
| 4308   | Jストリーム                                |
| 4371   | コアコンセプト・テクノロジー               |
| 4374   | ROBOT PAYMENT                              |
| 4375   | セーフィー                                 |
| 4376   | くふうカンパニーホールディングス           |
| 4377   | ワンキャリア                               |
| 4379   | Photosynth                                 |
| 4389   | プロパティデータバンク                     |
| 4393   | バンク・オブ・イノベーション               |
| 4395   | アクリート                                 |
| 4397   | チームスピリット                           |
| 4414   | フレクト                                   |
| 4417   | グローバルセキュリティエキスパート         |
| 4418   | JDSC                                       |
| 4419   | Finatextホールディングス                   |
| 4425   | Kudan                                      |
| 4429   | リックソフト                               |
| 4431   | スマレジ                                   |
| 4436   | ミンカブ・ジ・インフォノイド               |
| 4442   | バルテスホールディングス                   |
| 4448   | kubell                                     |
| 4475   | HENNGE                                     |
| 4477   | BASE                                       |
| 4478   | フリー                                     |
| 4482   | ウィルズ                                   |
| 4485   | JTOWER                                     |
| 4488   | AI inside                                  |
| 4490   | ビザスク                                   |
| 4493   | サイバーセキュリティクラウド               |
| 4495   | アイキューブドシステムズ                   |
| 4498   | サイバートラスト                           |
| 4563   | アンジェス                                 |
| 4564   | オンコセラピー・サイエンス                 |
| 4571   | NANO MRNA                                  |
| 4572   | カルナバイオサイエンス                     |
| 4575   | キャンバス                                 |
| 4579   | ラクオリア創薬                             |
| 4582   | シンバイオ製薬                             |
| 4588   | オンコリスバイオファーマ                   |
| 4592   | サンバイオ                                 |
| 4593   | ヘリオス                                   |
| 4597   | ソレイジア・ファーマ                       |
| 4599   | ステムリム                                 |
| 4772   | ストリームメディアコーポレーション         |
| 4811   | ドリーム・アーツ                           |
| 4882   | ペルセウスプロテオミクス                   |
| 4888   | ステラファーマ                             |
| 4890   | 坪田ラボ                                   |
| 4891   | ティムス                                   |
| 4893   | ノイルイミューン・バイオテック             |
| 4894   | クオリプス                                 |
| 4896   | ケイファーマ                               |
| 4934   | プレミアアンチエイジング                   |
| 4978   | リプロセル                                 |
| 5026   | トリプルアイズ                             |
| 5027   | AnyMind Group                              |
| 5034   | unerry                                     |
| 5038   | eWeLL                                      |
| 5129   | FIXER                                      |
| 5132   | pluszero                                   |
| 5136   | tripla                                     |
| 5137   | スマートドライブ                           |
| 5139   | オープンワーク                             |
| 5243   | note                                       |
| 5244   | Jig.jp                                     |
| 5246   | ELEMENTS                                   |
| 5248   | テクノロジーズ                             |
| 5253   | カバー                                     |
| 5254   | Arent                                      |
| 5258   | トランザクション・メディア・ネットワークス |
| 5570   | ジェノバ                                   |
| 5571   | Ridge-i                                    |
| 5574   | ABEJA                                      |
| 5582   | グリッド                                   |
| 5586   | Laboro.AI                                  |
| 5588   | ファーストアカウンティング                 |
| 5590   | ネットスターズ                             |
| 5591   | AVILEN                                     |
| 5592   | くすりの窓口                               |
| 5595   | QPS研究所                                  |
| 5621   | ヒューマンテクノロジーズ                   |
| 5834   | SBIリーシングサービス                      |
| 5842   | インテグラル                               |
| 5888   | DAIWA CYCLE                                |
| 5892   | yutori                                     |
| 6026   | GMO TECH                                   |
| 6027   | 弁護士ドットコム                           |
| 6030   | アドベンチャー                             |
| 6031   | ZETA                                       |
| 6040   | 日本スキー場開発                           |
| 6069   | トレンダーズ                               |
| 6086   | シンメンテホールディングス                 |
| 6094   | フリークアウト・ホールディングス           |
| 6176   | ブランジスタ                               |
| 6182   | メタリアル                                 |
| 6224   | JRC                                        |
| 6232   | ACSL                                       |
| 6255   | エヌ・ピー・シー                           |
| 6521   | オキサイド                                 |
| 6557   | AIAIグループ                               |
| 6561   | HANATOUR JAPAN                             |
| 6562   | ジーニー                                   |
| 6568   | 神戸天然物化学                             |
| 6574   | コンヴァノ                                 |
| 6612   | バルミューダ                               |
| 6613   | QDレーザ                                   |
| 7047   | ポート                                     |
| 7048   | ベルトラ                                   |
| 7050   | フロンティアインターナショナル             |
| 7061   | 日本ホスピスホールディングス               |
| 7066   | ピアズ                                     |
| 7068   | フィードフォースグループ                   |
| 7075   | QLSホールディングス                        |
| 7079   | WDBココ                                    |
| 7094   | NexTone                                    |
| 7096   | ステムセル研究所                           |
| 7110   | クラシコム                                 |
| 7114   | フーディソン                               |
| 7119   | ハルメクホールディングス                   |
| 7133   | HYUGA PRIMARY CARE                         |
| 7157   | ライフネット生命保険                       |
| 7317   | 松屋アールアンドディ                       |
| 7320   | Solvvy                                     |
| 7326   | SBIインシュアランスグループ                |
| 7343   | ブロードマインド                           |
| 7352   | TWOSTONE&Sons                              |
| 7373   | アイドマ・ホールディングス                 |
| 7409   | Aero Edge                                  |
| 7674   | NATTY SWANKYホールディングス               |
| 7685   | BuySell Technologies                       |
| 7707   | プレシジョン・システム・サイエンス         |
| 7774   | ジャパン・ティッシュエンジニアリング       |
| 7776   | セルシード                                 |
| 7777   | スリー・ディー・マトリックス               |
| 7779   | CYBERDYNE                                  |
| 7792   | コラントッテ                               |
| 7794   | イーディーピー                             |
| 7803   | ブシロード                                 |
| 7806   | MTG                                        |
| 9158   | シーユーシー                               |
| 9162   | ブリーチ                                   |
| 9163   | ナレルグループ                             |
| 9164   | トライト                                   |
| 9166   | GENDA                                      |
| 9168   | ライズ・コンサルティング・グループ         |
| 9204   | スカイマーク                               |
| 9211   | エフ・コード                               |
| 9218   | メンタルヘルステクノロジーズ               |
| 9223   | ASNOVA                                     |
| 9227   | マイクロ波化学                             |
| 9245   | リベロ                                     |
| 9251   | AB&Company                                 |
| 9252   | ラストワンマイル                           |
| 9270   | バリュエンスホールディングス               |
| 9272   | ブティックス                               |
| 9338   | INFORICH                                   |
| 9343   | アイビス                                   |
| 9348   | ispace                                     |
| 9467   | アルファポリス                             |
| 9553   | マイクロアド                               |
| 9556   | INTLOOP                                    |
| 9558   | ジャパニアス                               |
| 9560   | プログリット                               |
| 9561   | グラッドキューブ                           |
| 135A   | VRAIN Solution                             |
| 141A   | トライアルホールディングス                 |
| 147A   | ソラコム                                   |
| 151A   | ダイブ                                     |
| 153A   | カウリス                                   |
| 156A   | マテリアルグループ                         |
| 165A   | SBIレオスひふみ                            |
| 166A   | タスキホールディングス                     |
| 176A   | レジル                                     |
| 177A   | コージンバイオ                             |
| 186A   | アストロスケールホールディングス           |
| 190A   | Chordia Therapeutics                       |
| 192A   | インテグループ                             |
| 194A   | WOLVES HAND                                |
| 198A   | PostPrime                                  |
| 202A   | 豆蔵デジタルホールディングス               |
| 205A   | ロゴスホールディングス                     |
| 206A   | PRISM BioLab                               |
| 215A   | タイミー                                   |
| 218A   | Liberaware                                 |
| 219A   | Heartseed                                  |
| 228A   | オプロ                                     |
| 241A   | ROXX                                       |
| 244A   | グロースエクスパートナーズ                 |
| 245A   | INGS                                       |
| 246A   | アスア                                     |
| 247A   | Aiロボティクス                             |
| 248A   | キッズスター                               |
| 260A   | オルツ                                     |
| 264A   | Schoo                                      |
| 265A   | Hmcomm                                     |
| 269A   | Sapeet                                     |
| 276A   | ククレブ・アドバイザーズ                   |
| 277A   | グロービング                               |
| 278A   | Terra Drone                                |
| 280A   | TMH                                        |
| 281A   | インフォメティス                           |
| 286A   | ユカリア                                   |
| 288A   | ラクサス・テクノロジーズ                   |
| 290A   | Synspective                                |
| 291A   | リスキル                                   |
| 296A   | 令和アカウンティング・ホールディングス     |
| 298A   | GVA TECH                                   |
| 299A   | dely                                       |
| 302A   | ビースタイルホールディングス               |
| 303A   | visumo                                     |
| 304A   | フォルシア                                 |
| 319A   | 技術承継機構                               |
| 323A   | フライヤー                                 |
| 324A   | ブッキングリゾート                         |
| 325A   | TENTIAL                                    |
| 330A   | TalentX                                    |
| 332A   | ミーク                                     |
| 334A   | ビジュアル・プロセッシング・ジャパン       |
| 335A   | ミライロ                                   |
| 336A   | ダイナミックマッププラットフォーム         |
| 338A   | ZenmuTech                                  |
| 339A   | プログレス・テクノロジーズ グループ        |
| 340A   | ジグザグ                                   |
| 341A   | トヨコー                                   |
| 350A   | デジタルグリッド                           |
| 352A   | LIFE CREATE                                |

## 段階的ウエイト低減銘柄
東証マザーズ指数においても、2023年11月に実施された東証グロース市場250指数への移行に伴い、東証株価指数と同様に段階的ウェイト低減銘柄が適用される事になった。2022年における定期入替に係る基準日及びウエイト基準日は同年8月最終営業日とした。定期入替当日の時点で上場時価総額上位250銘柄を構成銘柄として選定するが、上場時価総額下位の銘柄は段階的ウエイト低減銘柄に指定される事になる。
2023年4月27日までは以下の特例が設けられていた。
（銘柄の追加）
- 2023年3月31日まで新規上場（直接新規上場）した銘柄 ： 新規上場日の翌月末（最終営業日）
- 2023年4月27日まで新規上場（株式移転等に伴う新設会社等がグロース市場に速やかに上場する場合）した銘柄 ： 新規上場日
- JASDAQグロースに上場していた企業が市場選択によりグロース市場を選択した場合：2022年5月最終営業日と2022年6月最終営業日の2段階
- 2023年3月31日までスタンダード市場（東証株価指数構成銘柄は除く）からグロース市場へ上場市場が変更となった銘柄 ： 市場変更日の翌月末（最終営業日）

（銘柄の除外）
- 2022年4月4日時点で特設注意市場銘柄に指定されている銘柄：2022年4月最終営業日
- 2022年10月に実施された定期入替により、除外となった銘柄：2023年4月最終営業日

2022年10月7日に1回目となる定期入替の結果が発表され、東証グロースに上場している486銘柄と東証スタンダードに上場しているインタースペースの計487銘柄（2022年10月7日時点、東証グロース上場の490銘柄中、特設注意市場銘柄の指定により東証マザーズ指数から除外されたハイアス・アンド・カンパニー、EduLab、アジャイルメディア・ネットワーク、ディー・ディー・エスの4銘柄は除く）中、東証グロースに上場している226銘柄とインタースペースの計227銘柄が段階的ウエイト低減銘柄に指定された。
段階的ウエイト低減銘柄は、浮動株比率に移行係数を乗じて構成比率を調整する。構成比率は、2022年10月最終営業日以降に四半期ごとの最終営業日に3段階で構成比率を調整し、2023年4月最終営業日に東証スタンダードに上場しているインタースペースと東証グロース上場企業の段階的ウエイト低減銘柄を除外する。
段階的ウエイト低減銘柄の構成比率は以下の通りである。
- 2022年5月最終営業日 - 移行係数=×0.5
- 2022年6月最終営業日 - 移行係数=×1
- 2022年10月最終営業日 - 移行係数=×0.67
- 2023年1月最終営業日 - 移行係数=×0.33
- 2023年4月最終営業日 - 移行係数=×0

2023年4月28日に段階的ウエイト低減銘柄の除外が行われ、東証グロースに上場している519銘柄（2023年4月28日時点、東証グロース上場の529銘柄中、2023年4月に新規上場したトランザクション・メディア・ネットワークス、ispace、ジェノバ、レオス・キャピタルワークス、Ridge-iの5銘柄（この5銘柄は2023年5月最終営業日に東証マザーズ指数へ追加）と、特設注意市場銘柄の指定により東証マザーズ指数から除外されたハイアス・アンド・カンパニー、EduLab、アジャイルメディア・ネットワーク、ディー・ディー・エス、ルーデン・ホールディングスの5銘柄は除く）中、段階的ウエイト低減銘柄に指定されていた東証グロースに上場している225銘柄と東証スタンダードに上場しているインタースペースが東証マザーズ指数から除外された。